# 로나 피츠제럴드
로나 피츠제럴드(Lorna Fitzgerald, 1996년 4월 8일 ~ )는 잉글랜드의 배우이다.